# Жовтий (фільм, 2006)
Жовтий  (Yellow) — футуристичний короткометражний фільм 2006 року, знятий Нілом Бломкампом, за сценарієм Террі Татчелл і Бломкампа. Фільм був створений на замовлення «Adidas» в рамках рекламної кампанії «Adicolor».

## Про фільм
Андроїду надається здатність мислити і вчитися. Він вислизає і живе в людському суспільстві 18 місяців.

## Знімались
| Актор         | Роль |
| ------------- | ---- |
| Жульєн Філіпс |      |
| Джейсон Белл  |      |
| Джейсон Лі    |      |